# 얼음 조각

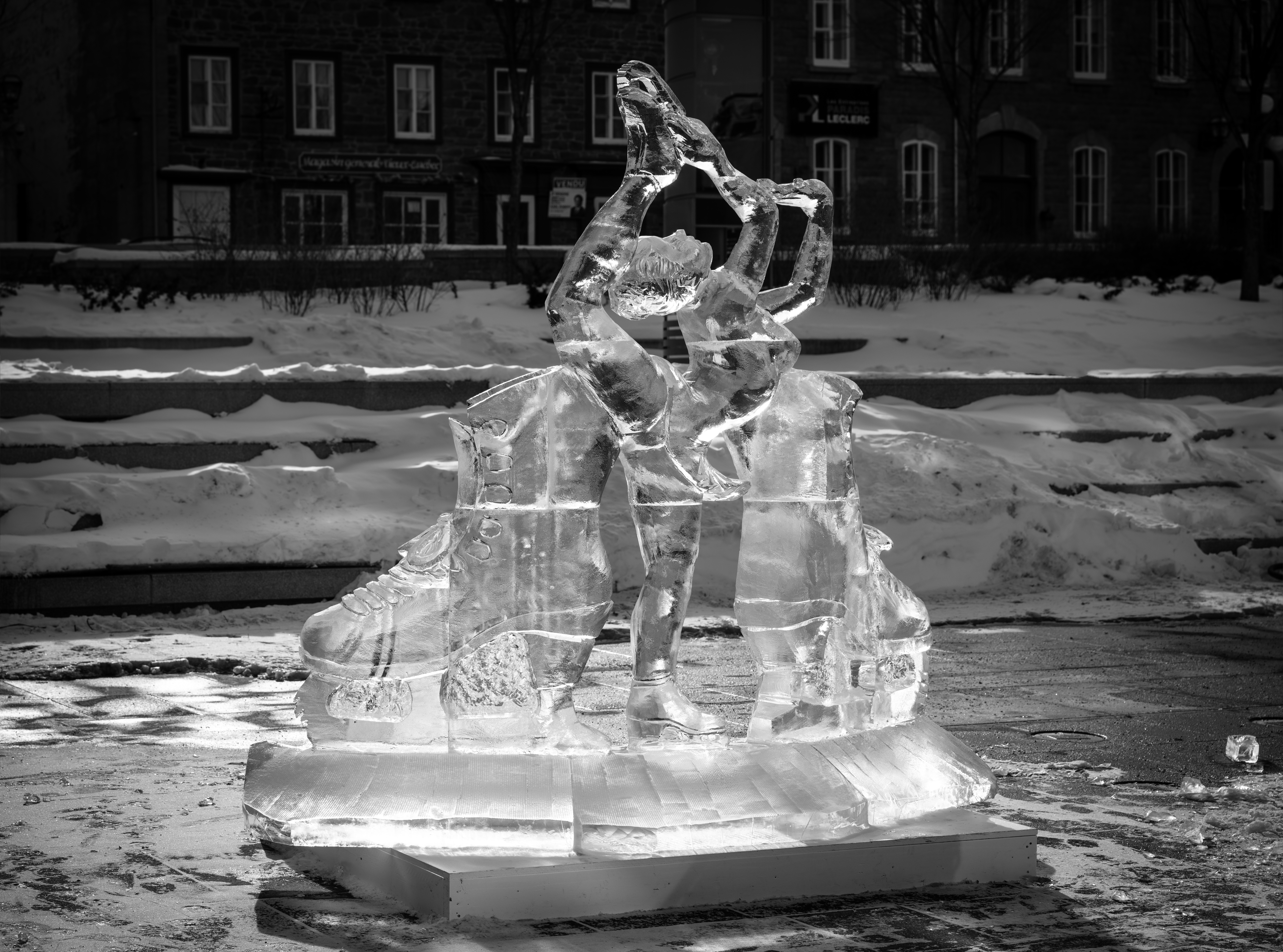
퀘벡시의 빙상

얼음 조각 또는 얼음 조각상, 빙상(氷像)은 얼음을 원료로 사용하는 조각의 한 형태이다. 얼음 조각은 추상적이거나 사실적일 수 있으며 기능적이거나 순전히 장식적일 수 있다. 얼음 조각은 일반적으로 수명이 제한되어 있기 때문에 특별하거나 사치스러운 행사와 관련이 있다.
조각품의 수명은 주로 주변 온도에 의해 결정되므로 조각품은 몇 분에서 몇 달까지 지속될 수 있다. 얼음 조각 조각 대회를 주최하는 여러 얼음 축제가 전 세계에서 개최된다.

## 이용
얼음 조각은 일부 요리에서 장식적으로 사용되며 음식, 특히 해산물이나 셔벗과 같은 차가운 음식의 표현을 향상시키는 데 사용될 수 있다. 피치 멜바(Peach Melba) 요리의 탄생 이야기는 셰프 오귀스트 에스코피에(Auguste Escoffier)가 요리를 선보이기 위해 얼음 백조를 사용했다고 말한다. 휴일 뷔페와 일요일 브런치에서 일부 대형 레스토랑과 호텔은 얼음 조각을 사용하여 뷔페 테이블을 장식한다. 유람선 뷔페는 얼음 조각품을 사용하는 것으로도 유명하다.
얼음 조각은 결혼 피로연에서 종종 장식용으로 사용된다. 결혼식에서 얼음 조각의 인기있는 주제는 하트, 비둘기, 백조이다. 백조는 일부일처제에 대한 평판이 있으며, 부분적으로는 인기가 높다.
얼음 조각은 아이스 루지의 형태로 바에서 사용되거나 바 전체가 얼음으로 만들어질 수도 있다.
라디에이터처럼 표면적이 큰 얼음조각은 냉방이 안 되는 폭염 시 사람들에게 불어줄 공기를 식혀줄 수 있다.
얼음 조각품, 소방용 얼음 벽, 재산 보호 및 냉각 스테이션은 얼음물(한 부분), 부서진 얼음 또는 각얼음(세 부분) 및 작고 떠다니는 드라이아이스 알갱이(한 부분)로 주조할 수 있다. 시멘트 믹서에 넣는다. 작은 드라이아이스 알갱이는 얼음물을 과냉각시켜 얼음물이 시멘트에 접착제처럼 작용하거나 혼합물이 몰드 내에서 움직이지 않으면 몇 초 안에 부서진 얼음이나 얼음 조각을 함께 얼린다. 혼합물의 얼음물 성분은 동결 시 9% 팽창하므로 고무, 폼 또는 폼 라이닝 주조 재료는 왁스, 시멘트, 주조 석고 또는 금속 주조 재료에서 발생하지 않는 물에서 얼음으로의 팽창 문제를 해결하는 데 가장 적합하다.

## 같이 보기
- 설상